# Dusona elongata
Dusona elongata là một loài tò vò trong họ Ichneumonidae.